# Julian Edelman
 Der er for få eller ingen kildehenvisninger i denne artikel, hvilket er et problem. Du kan hjælpe ved at angive troværdige kilder til de påstande, som fremføres i artiklen.

Julian Edelman (født 22. maj 1986) er en amerikansk fodbold-spiller, der er wide receiver for New England Patriots i NFL. Han blev draftet i 7. runde af NFL-draften i 2009. Han spillede college football hos Kent State hvor han var quarterback.

## Unge år
Edelman blev født i Redwood City, Californien. Han var quarterback for Woodside High School. Som senior i 2004 ledte han sit hold til en 13-0-sæson. I sin high school-karriere opnåede han at kaste for 2237 yards og 29 touchdowns og løbe for 964 yards og 13 touchdowns.

## College-karriere
Edelmans første college-år forgik på College of San Mateo før han blev sendt til Kent State University. Edelman var i startopstillingen alle de tre år, han gik på Kent State. Som freshman hos San Mateo var han back-up.

## NFL-karriere
Julian Edelman blev valgt i 7. runde af NFL's draft i 2009 med pick nummer 232 af New England Patriots.
Hos Patriots ville Edelman ikke blive brugt som quarterback, selvom det var den position han havde spillet i mange år. Patriots omskolede ham til wide reciver.
I sit første år hos Patriots greb Edelman i den regulære sæson 37 bolde for 359 yards og et enkelt touchdown. I playoffs deltog Patriots kun i en kamp, som resulterede i et nederlag til Baltimore Ravens og gik derfor ikke videre i slutspillet. I den kamp var Patriots' wide reciver Wes Welker ude for resten af sæsonen med en alvorlig knæskade, derfor rykkede Edelman ind og tog hans plads i kampen. I kampen greb Edelman 6 bolde for 44 yards og 2 touchdowns.